# Küppers Kölsch

Küppers Kölsch

Haus Kölscher Brautradition, Kölsch-Marken der Radeberger-Gruppe

Küppers Kölsch ist eine Biermarke, die seit 1962 angeboten wird und von der Wicküler-Brauerei aus Wuppertal-Elberfeld auf den Markt gebracht wurde. Mittlerweile wird es im Auftrag der Haus Kölscher Brautradition GmbH im Lohnbrau bei Früh gebraut.

## Geschichte
Der Namensgeber Gustav Küpper (1817–1903) war ein Braumeister aus Elberfeld. Die Bergische Brauerei Gesellschaft vormals Gustav Küpper hatte im Juli 1893 in der Brunostraße (Köln-Altstadt-Süd) eine Niederlassung für den Vertrieb ihres Exportbiers in Flaschen eröffnet und 1913 dafür ein 4000 m² großes Grundstück mit Gleisanschluss an der Alteburger Straße in Köln-Bayenthal erworben. Die Wicküler Brauerei, deren Besitzer und späterer Direktor Franz Joseph Wicküler seit 1876 mit Gustav Küppers Tochter Laura Küpper verheiratet war, übernahm 1896 die wirtschaftlich angeschlagene Bergische Brauerei Gesellschaft.
So war es die Wicküler-Brauerei, die ab dem 20. Mai 1962 erstmals ein Kölsch der Marke Küppers Kölsch anbot. Zunächst handelte es sich um Lohnsud der Brauerei Peter Josef Früh. Als Wicküler 1964 damit begann, Küppers Kölsch selbst in Wuppertal zu brauen, gingen die Kölner Brauer erfolgreich dagegen vor: jedenfalls in Köln verstehe ein nicht unerheblicher Teil der „maßgeblichen Verkehrskreise“ die Bezeichnung „Kölsch“ nicht nur als Hinweis auf eine Biersorte, sondern als solchen auf eine Herstellung des Bieres in Köln. Dieser Ansicht folgte Jahre später mit Urteil vom 1. Oktober 1980 auch das Oberlandesgericht Köln (6 U 17/77). Wicküler hatte allerdings schon ab 1964 auf dem Gelände Alteburger Straße 142 eine Brauerei mit einer Braukapazität von 1,4 Mio. Hektolitern errichtet, die 1965 die Produktion aufnahm.
Anders als bis dahin bei Kölsch üblich, wurde Küppers Kölsch nicht nur in Fässer für Gaststätten, sondern hauptsächlich in Flaschen für den Endverbraucher abgefüllt. Obwohl bestritten wurde, dass das obergärige, weniger haltbare Kölsch sich dazu eigne, setzte sich dieser Absatzweg durch. Waren bis dahin nur etwa 35 Prozent des in und um Köln getrunkenen Bieres Kölsch gewesen, steigerte sich dieser Anteil bis 1970 auf 75 und bis 1980 auf 90 Prozent.
Im Jahre 1990 wurde die Wicküler-Brauerei mit Küppers Kölsch an die niederländische Grolsch Brauerei-Gruppe und 1994 von dieser weiter an die Dortmunder Brau und Brunnen Gruppe verkauft.
Im Oktober 2001 wurden die Anlagen an der Alteburger Straße von der Dom-Brauerei übernommen, die die Produktion von Küppers Kölsch bis 2004 als Lohnsud fortsetzte. 2004 wurde Brau und Brunnen und damit auch die Biermarke Küppers Kölsch von der Radeberger Gruppe übernommen. Radeberger verlagerte die Produkt zur firmeneigenen Kölner Verbund Brauereien GmbH, die ab 2011 als Haus Kölscher Brautradition firmierte. 2005 stellte die Dom-Brauerei die Produktion in der Alteburger Straße ein, das Gelände wurde 2006 verkauft und nachfolgend eingeebnet. Stand Juli 2022 war das Gelände weitgehend neuen Nutzungen zugeführt.
2019 teilte die Radeberger-Gruppe das Aus für den Standort in Mülheim mit. Die Produktion des Bieres und der Sorten der Haus Kölscher Brautradition GmbH erfolgt seit Oktober 2020 durch Früh Kölsch in Feldkassel.
Küppers war eine der ersten Kölsch-Brauereien, die ihr Bier auch ins Ausland (Frankreich, Spanien, Italien, Niederlande) exportierte. Mitte der 1980er Jahre exportierte sie als erste Kölsch-Brauerei überhaupt Kölsch in die USA (über Fremarques Ltd. aus Westport (Connecticut)).